# Gyrocheilos
Gyrocheilos é um género botânico pertencente à família Gesneriaceae.

## Espécies
- Gyrocheilos chorisepalum
- Gyrocheilos lasiocalyx
- Gyrocheilos microtrichum
- Gyrocheilos retrotrichum

## Nome e referências
Gyrocheilos W.T.Wang